# Влада Вишњић
Владимир Влада Вишњић (Босански Брод, 12. септембар 1922 — Београд, 11. децембар 1984) био је учесник Народноослободилачке борбе, друштвено-политички радник СФР Југославије и СР Србије, правник, један од оснивача и генерални директор спољно-трговинског предузећа „Генералекспорт”, познатијег као „Генекс”. Повукао се са те позиције 1972. под притиском чистке либерала у Србији.

## Биографија
Рођен је 12. септембра 1922. године у Босанском Броду. По завршетку гимназије 1941. године, придружује се Народноослободилачком покрету (НОП). Апсолвирао је на Правном факултету Универзитета у Београду и после ослобођења Југославије посветио се, поред партијског рада, привреди.
У периоду пре него што је учествовао у оснивању реекспортног предузећа „Генекс”, Влада Вишњић налазио се, до 1950. године, на дужности начелника Управе за капиталну изградњу, одакле одлази у Владу НР Србије. Био је помоћник министра за увоз-извоз. Године 1952. у сарадњи са пуковником Управе државне безбедности (УДБ), Ратком Дражевићем, оснива „Генекс”, у којем су се почетку обојица налазила на функцији саветника. Сам Вишњић је за то време примао плату у Влади НР Србије, односно од 1953. године Извршном већу. На позицији првог човека „Генекса” налазио се 20 година.
Период током 1972. године био је изузетно буран по српске комунисте и у историји је остао познат као чистка либерала у Србији. Пад Марка Никезића и Латинке Перовић испратиле су и смене и повлачења низа руководилаца успешних колектива у Србији. Међу њима се налазио и Вишњић, који је поднео неопозиву оставку на место генералног директора „Генекса” на препоруку тадашњег градоначелника Београда, Бранка Пешића. На месту генералног директора наследио га је Милорад — Мики Савићевић. Међутим, остао је у предузећу на позицији специјалног саветника Пословодног одбора.
Умро је 11. децембра 1984. године у Београду, убрзо након пензионисања. Сахрањен је на Новом гробљу у Београду.
Носилац је Партизанске споменице 1941. и других југословенских одликовања.